# Malindo e Ardalico
Malindo e Ardalico sono due personaggi dell'Orlando furioso di Ludovico Ariosto, menzionati nel diciottesimo libro del poema.

## La vicenda dei due personaggi

### Le origini
Malindo e Ardalico sono i giovani figli del conte di Fiandra. Essi figurano tra i difensori cristiani di Carlo Magno, che li ha anche fatti cavalieri: nel poema il re franco è assediato a Parigi dai saraceni di Agramante.

### La morte
Malindo e Ardalico si aggiungono con i loro uomini al resto dell'esercito cristiano quando la guerra è già iniziata, avendo modo di compiere gesta valorose subito al loro arrivo. Quella stessa sera, però, vinti dalle fatiche, i due giovani condottieri si coricano nel loro padiglione piombando quindi in un pesante sonno. Qui vengono sorpresi dal giovanissimo saraceno Medoro, che li colpisce con la spada. La duplice uccisione è causa di grande strazio per il re franco, che avrebbe anche voluto assegnare ai suoi pupilli alcune terre in Frisia per il loro valore militare.
«Malindo uccise e Ardalico il fratello,

che del conte di Fiandra erano figli;

e l'uno e l'altro cavallier novello

fatto avea Carlo, e aggiunto all'arme i gigli,

perché il giorno amendui d'ostil macello

con gli stocchi tornar vide vermigli:

e terre in Frisa avea promesso loro,

e date avria; ma lo vietò Medoro».
(Ludovico Ariosto, Orlando furioso, canto XVIII)

## Interpretazione dell'episodio
Mettendo da parte l'ironia graffiante di cui fa abitualmente uso, in quanto le due vittime sono nel poema tra i pochissimi casi di personaggi senza macchia alcuna, Ariosto dedica loro un'unica ma intensa ottava, che può suonare a tutti gli effetti come un gentile epitaffio rievocante la loro intera vicenda umana, coronata dall'onorificenza con i gigli di Carlo Magno. Questa lettura è seguita tra gli altri da David R. Slavitt, che nella sua traduzione in inglese del poema, piuttosto libera, inserisce addirittura un suggestivo scenario con la tomba dei rampolli di Fiandra («Malindo he kills and his brother Ardalico / sons of Count of Flanders whom Charlemagne / had installed as knights only hours ago / [...] The only lands they get are small pieces of ground /in which their moldering bones may yet be found») in un'amara riflessione sugli atroci scherzi del destino e sull'azione distruttiva del tempo - un'esigua superficie di terra ricopre gli scheletri deteriorati di Malindo e Ardalico, che in vita avevano aspirato a ingrandire i possedimenti del casato - stemperata solo dalla constatazione che almeno il ricordo di ciò che furono non è svanito, essendosi appunto perfettamente conservato il luogo di sepoltura in ragione del loro scudo nobiliare.
Malindo e Ardalico condividono la stessa sorte dell'omerico Reso - il giovane signore di Tracia alleato dei troiani - e dei guerrieri rutuli vittime di Eurialo e Niso nell'Eneide, tutti uccisi nel sonno dopo la prima giornata di guerra: tuttavia i due personaggi ariosteschi fanno in tempo a fornire, al contrario degli altri, dimostrazione del valore di guerrieri.
«Disse, e spirò Minerva a Dïomede

robustezza divina. A dritta, a manca

fora, taglia ed uccide, e degli uccisi

il gemito la muta aria ferìa.

Corre sangue il terren: come lïone

sopravvenendo al non guardato gregge

scagliarsi, e capre e agnelle empio diserta;

tal nel mezzo de' Traci è Dïomede.

Già dodici n'avea trafitti; e quanti

colla spada ne miete il valoroso,

tanti n'afferra dopo lui d'un piede

lo scaltro Ulisse, e fuor di via li tira,

nettando il passo a' bei destrieri, ond'elli

alla strage non usi in cor non tremino,

le morte salme calpestando. Intanto

piomba su Reso il fier Tidìde, e priva

lui tredicesmo della dolce vita.

Sospirante lo colse ed affannoso

perché per opra di Minerva apparso

appunto in quella gli pendea sul capo,

tremenda visïon, d'Enide il figlio».
(Omero, Iliade X, traduzione di Vincenzo Monti)
«Così dice, e frena la voce: ed ecco di spada il superbo

Ramnete colpisce, che appunto, su molti tappeti 

disteso, sonno a pieni polmoni sbuffava:

e questi era augure e re, e al re Turno carissimo,

ma non poté con l'augurio stornare da sé la rovina.

Tre servi vicino, a caso sdraiati fra l'armi,

e lo scudiero di Remo uccide, e l'auriga, trovato 

là sotto i cavalli; col ferro il collo riverso ne squarcia.

Quindi lo stesso padrone decapita, e il tronco abbandona

che a fiotti vomita sangue: tiepida di strage nera

la terra s'inzuppa e il giaciglio. E Lamiro e Lamo,

e il giovane Serrano, che fino alla notte più tarda

aveva giocato, bellissimo, e ora spossato giaceva

dal molto vino: felice se, senza mai smettere avesse

uguagliato alla notte, fino al mattino, il suo gioco».
(Virgilio, Eneide, canto IX, traduzione di Rosa Calzecchi Onesti)

## Riprese nella letteratura post-ariostesca e nella musica
- L'episodio di Malindo e Ardalico viene recuperato da Giovanni Dolfin nella sua tragedia Il Medoro. È il guerriero cristiano Ottone, nel secondo atto dell'opera teatrale, a informare tutto spaventato il compagno Uggiero dell'aggressione mortale ai due giovani durante il loro sonno, pur menzionando espressamente il solo Ardalico e omettendo i riferimenti alla Contea di Fiandra:

«Poi da una face accesa

Mentre era ancor l'Aurora

Molto da noi lontana,

Condotto fu della mia vista il raggio

A mirar poco lungi

Di sangue tinto il suolo;

E l'occhio più fissando, 

Duo petti aperti io vidi

A sgorgarne torrenti.

Accostatemi scorsi

Ardalico, e il fratello,

Ch' agguagliar le prove

Fanciulli ancor, d'ogni più forte Eroe,

Svenati in sen della nascente Fama».
(Giovanni Dolfin, Il Medoro, atto 2, scena 5)
Dolfin aggiunge dunque dettagli più precisi sull'uccisione dei due eroi cristiani, che giacciono l'uno accanto all'altro nel sangue sgorgato dai loro petti trafitti; ma soprattutto presenta Malindo e Ardalico come adolescenti, laddove nel Furioso potevano sembrare essere poco più grandi di Medoro. Ciò contribuisce ad accentuare il pathos per la loro fine prematura, già avvertibile nel modello ariostesco. D'altra parte nel testo teatrale la descrizione dell'eccidio viene fatta appunto da un soldato cristiano, che in quanto tale risulta emotivamente coinvolto, assai di più della voce narrante del Furioso.
- Nell'opera lirica Orlando furioso di Antonio Vivaldi, ispirata al poema ariostesco, la guerriera cristiana Bradamante, per salvare l'amato Ruggiero dalle grinfie della fata Alcina, si presenta a costei spacciandosi per Ardalico (il quale invece non compare mai in carne e ossa) [3]. Se ne deduce che il volto del giovane, somigliante a quello di Bradamante, è caratterizzato da una bellezza androgina.

## Fonti
- Ludovico Ariosto, Orlando furioso, libro XVIII.
- Giovanni Dolfin, Il Medoro.